# Philip Zinckernagel
Philip Aksel Frigast Zinckernagel (født 16. december 1994) er en dansk fodboldspiller, der spiller for Chicago Fire.

## Karriere

### HB Køge
Zinckernagel spillede i alt 64 kampe for HB Køge i 1. division.

### FC Helsingør
Efter at have trænet med FC Helsingør i en uge skrev Zinckernagel den 28. august 2015 under på halvårig kontrakt med FC Helsingør frem til slutningen af 2016. Han fik sin debut for FC Helsingør tre dage senere i en 1-2-sejr ude over Hillerød Fodbold.
Blot seks uger senere blev det offentliggjort, at han skrev under på en forlængelse af kontrakten frem til 30. juni 2017.

### SønderjyskE
Den 30. august 2016 blev det offentliggjort, at Zinckernagel skiftede til SønderjyskE på en treethalvtårig kontrakt. Han fik sin debut i Superligaen den 18. september, da han blev skiftet ind i det 82. minut i stedet for Nicolaj Madsen i 2-3-sejren ude over FC Nordsjælland. To måneder senere, scorede han sit første Superligamål, der samtidig blev det afgørende, i 1-0-sejren hjemme over FC Midtjylland den 20. november.

### FK Bodø/Glimt
I slutningen af marts 2018 blev det offentliggjort, at Zinckernagel var blevet solgt til den norske klub FK Bodø/Glimt. Handlen havde ifølge BT's oplysninger en værdi af 200.000 euro. Han skrev under på en treårig kontrakt.
Han blev i løbet af sin første sæson fast mand i klubben.